# Monteflavio
Monteflavio – miejscowość i gmina we Włoszech, w regionie Lacjum, w prowincji Rzym.
Według danych na rok 2004 gminę zamieszkiwały 1363 osoby, 80,2 os./km².